# Pančatantra
Pančatantra  je zbirka poučnih priča i basni. Priče su u prozi i ispričane su jednostavnim jezikom. Na kraju se obično nalazi pouka u stihovima. Vjerojatno je nastala oko 3. stoljeća pr. Kr. Iako namijenjena dvorskoj sredini, bila je popularna u svim društvenim slojevima. 
U uvodu se govori o nastanku djela: Pančatantru je sastavio mudri brahman (Višnušarman) na zahtjev svoga gospodara, kralja Amarašaktija. Mudri kralj želio je svoje ne odviše pametne sinove pripremiti za preuzimanje vlasti, a brahman je dobio zadatak da ih u sljedećih šest mjeseci pouči umijeću vladanja. Nakon toga brahman piše djelo kojim će, služeći se pričama i basnama, poučiti kraljeve sinove i prenijeti im svoju mudrost. 
Svaka se knjiga sastoji od okvirne priče u koju su umetnute različite priče kao primjeri i objašnjenja.

## Sadržaj Pančatantre
- 1. knjiga (Razdvajanje prijatelja): prijateljstvo lava i bivola; šakal unosi razdor
- 2. knjiga (Stjecanje prijatelja): sloga donosi spas; priča o pticama koje udruživši snage polijeću zajedno s mrežom u koju su se ulovile
- 3. knjiga (Vrane i sove): vidjevši kako jato vrana napada jato sova, pleme Kaurava dobiva ideju o načinu napada na suparničko pleme
- 4. knjiga (Gubitak stečenog): ismijava se ulaženje u posao s lukavijim od sebe
- 5. knjiga (Nepromišljeno djelovanje): osuđuju se nagli i nepromišljeni potezi